# Gold and Company
Gold and Company, ook bekend als Gold's, was een warenhuis in het centrum van Lincoln, Nebraska. De winkel werd in 1915 opgericht en groeide in de 20e eeuw snel uit tot een van de belangrijkste winkels in Lincoln. Gold's fuseerde in 1964 met het warenhuis Brandeis en sloot in 1980.

## Geschiedenis
De winkel werd oorspronkelijk in 1902 opgericht door William Gold en Martin Coen. De winkel heette een jaar Coen and Gold, totdat Gold zijn partner uitkocht. Hij hernoemde de zaak daarna in The People's Store totdat hij samen met zijn zoon, Nathan J. Gold, een bedrijf oprichtte. In 1915 werd de naam officieel Gold and Company. De winkel was oorspronkelijk gevestigd op North 10th Street 110. In 1919 verhuisde de winkel naar een groter gebouw met vier verdiepingen op O Street 1029. De grootste locatie was op de zuidwesthoek van 11th Street en O Street, een gebouw van zes verdiepingen in Lincoln, Nebraska, dat in 1924 werd gebouwd. Het gebouw groeide mee met de zaken en werd uitgebreid in de jaren 1929, 1931, 1936, 1947 en 1951.

### Overname door Brandeis
Het in Omaha gevestigde warenhuis Brandeis fuseerde in 1964 met Gold's en werd een aparte divisie binnen Brandeis. Brandeis runde de winkel jarenlang tot 1980, toen het bedrijf failliet ging en kort daarna de vlaggenschipwinkel  van Brandeis in het centrum van Omaha moest worden verkocht. Het voormalige Gold's-gebouw is nu Gold's Galleria, een mix van winkels en kantoren.

### Herontwikkeling
Begin 2023 is de stad begonnen met het slopen van delen van het historische gebouw, oorspronkelijk als onderdeel van een ‘renovatieplan’. Op de plek van de Noordtoren komt een Hampton Inn-hotel. De South Tower zou volgens plannen van de ontwikkelaars omgebouwd worden tot winkels en kantoorruimte. 